# Nebelhorn Trophy 2020
Nebelhorn Trophy 2020 – pierwsze zawody łyżwiarstwa figurowego z cyklu Challenger Series 2020/2021. Zawody rozgrywano od 23 do 26 września 2020 roku w hali Eissportzentrum Oberstdorf w Oberstdorfie.
Były to pierwsze międzynarodowe zawody w łyżwiarstwie figurowym zorganizowane stacjonarnie po odwołaniu mistrzostw świata 2020 z powodu pandemii COVID-19 (początkowo Nebelhorn Trophy miało być czwartymi zawodami cyklu Challenger Series w sezonie 2020/2021). Zawody odbywały się bez publiczności, z zachowaniem reżimu sanitarnego. Przeprowadzono transmisję internetową oraz transmisję w japońskiej telewizji TV Asahi.
W konkurencji solistów zwyciężył Łotysz Deniss Vasiļjevs, zaś w konkurencji solistek Estonka Eva-Lotta Kiibus. Wśród par sportowych triumfowali Włosi Rebecca Ghilardi i Filippo Ambrosini, zaś w parach tanecznych Czesi Natálie Taschlerová i Filip Taschler.

## Terminarz
| Data        | Godzina   | Konkurencja   | Segment          |
| ----------- | --------- | ------------- | ---------------- |
| 24 września | 13:00 CET | Soliści       | Program krótki   |
| 24 września | 16:00 CET | Solistki      | Program krótki   |
| 24 września | 19:45 CET | Pary sportowe | Program krótki   |
| 25 września | 14:00 CET | Pary taneczne | Taniec rytmiczny |
| 25 września | 15:30 CET | Soliści       | Program dowolny  |
| 25 września | 19:00 CET | Pary sportowe | Program dowolny  |
| 26 września | 11:00 CET | Solistki      | Program dowolny  |
| 26 września | 15:15 CET | Pary taneczne | Taniec dowolny   |

## Rekordy świata
| Rekordy świata (GOE±5) na moment rozpoczęcia zawodów (stan na 24 września 2020): | Rekordy świata (GOE±5) na moment rozpoczęcia zawodów (stan na 24 września 2020): | Rekordy świata (GOE±5) na moment rozpoczęcia zawodów (stan na 24 września 2020): | Rekordy świata (GOE±5) na moment rozpoczęcia zawodów (stan na 24 września 2020): | Rekordy świata (GOE±5) na moment rozpoczęcia zawodów (stan na 24 września 2020): | Rekordy świata (GOE±5) na moment rozpoczęcia zawodów (stan na 24 września 2020): |
| Konkurencja                                                                      | Segment                                                                          | Zawodnicy                                                                        | Punkty                                                                           | Zawody                                                                           | Data                                                                             |
| -------------------------------------------------------------------------------- | -------------------------------------------------------------------------------- | -------------------------------------------------------------------------------- | -------------------------------------------------------------------------------- | -------------------------------------------------------------------------------- | -------------------------------------------------------------------------------- |
| Soliści                                                                          | Nota łączna                                                                      | Nathan Chen                                                                      | 335,30                                                                           | Finał Grand Prix 2019                                                            | 7 grudnia 2019                                                                   |
| Soliści                                                                          | Program dowolny                                                                  | Nathan Chen                                                                      | 224,92                                                                           | Finał Grand Prix 2019                                                            | 7 grudnia 2019                                                                   |
| Soliści                                                                          | Program krótki                                                                   | Yuzuru Hanyū                                                                     | 111,82                                                                           | Mistrzostwa czterech kontynentów 2020                                            | 7 lutego 2020                                                                    |
| Solistki                                                                         | Nota łączna                                                                      | Alona Kostornoj                                                                  | 247,59                                                                           | Finał Grand Prix 2019                                                            | 7 grudnia 2019                                                                   |
| Solistki                                                                         | Program dowolny                                                                  | Aleksandra Trusowa                                                               | 166,62                                                                           | Skate Canada International 2019                                                  | 26 października 2019                                                             |
| Solistki                                                                         | Program krótki                                                                   | Alona Kostornoj                                                                  | 85,45                                                                            | Finał Grand Prix 2019                                                            | 6 grudnia 2019                                                                   |
| Pary sportowe                                                                    | Nota łączna                                                                      | Sui Wenjing / Han Cong                                                           | 234,84                                                                           | Mistrzostwa świata 2019                                                          | 21 marca 2019                                                                    |
| Pary sportowe                                                                    | Program dowolny                                                                  | Sui Wenjing / Han Cong                                                           | 155,60                                                                           | Mistrzostwa świata 2019                                                          | 21 marca 2019                                                                    |
| Pary sportowe                                                                    | Program krótki                                                                   | Aleksandra Bojkowa / Dmitrij Kozłowskij                                          | 82,34                                                                            | Mistrzostwa Europy 2020                                                          | 22 stycznia 2020                                                                 |
| Pary taneczne                                                                    | Nota łączna                                                                      | Gabriella Papadakis / Guillaume Cizeron                                          | 226,61                                                                           | NHK Trophy 2019                                                                  | 23 listopada 2019                                                                |
| Pary taneczne                                                                    | Taniec dowolny                                                                   | Gabriella Papadakis / Guillaume Cizeron                                          | 136,58                                                                           | NHK Trophy 2019                                                                  | 23 listopada 2019                                                                |
| Pary taneczne                                                                    | Taniec rytmiczny                                                                 | Gabriella Papadakis / Guillaume Cizeron                                          | 90,03                                                                            | NHK Trophy 2019                                                                  | 22 listopada 2019                                                                |

## Wyniki

### Soliści
| Poz. | Zawodnik            | Nota łączna | SP | SP    | FS | FS     |
| ---- | ------------------- | ----------- | -- | ----- | -- | ------ |
| 1    | Deniss Vasiļjevs    | 233,08      | 5  | 73,25 | 1  | 159,83 |
| 2    | Gabriele Frangipani | 231,65      | 2  | 79,13 | 2  | 152,52 |
| 3    | Nikolaj Majorov     | 218,07      | 6  | 72,54 | 3  | 145,53 |
| 4    | Maurizio Zandron    | 217,65      | 4  | 74,61 | 5  | 143,04 |
| 5    | Matteo Rizzo        | 214,14      | 3  | 77,15 | 7  | 136,99 |
| 6    | Paul Fentz          | 212,25      | 1  | 81,86 | 8  | 130,39 |
| 7    | Aleksandr Selevko   | 211,48      | 8  | 69,92 | 6  | 141,56 |
| 8    | Lukas Britschgi     | 210,16      | 11 | 66,63 | 4  | 143,53 |
| 9    | Mihhail Selevko     | 193,01      | 7  | 71,59 | 10 | 121,42 |
| 10   | Burak Demirboğa     | 189,16      | 10 | 66,70 | 9  | 122,46 |
| 11   | Kai Jagoda          | 181,49      | 12 | 65,32 | 12 | 116,17 |
| 12   | Iwan Szmuratko      | 179,38      | 9  | 69,42 | 13 | 109,96 |
| 13   | Valtter Virtanen    | 174,91      | 15 | 57,42 | 11 | 117,49 |
| 14   | Graham Newberry     | 172,61      | 13 | 62,84 | 14 | 109,77 |
| 15   | Nurullah Sahaka     | 167,28      | 14 | 60,92 | 15 | 106,36 |
| 16   | Noah Bodenstein     | 158,21      | 16 | 53,62 | 16 | 104,59 |
| 17   | Thomas Stoll        | 151,40      | 17 | 51,80 | 17 | 99,60  |

### Solistki
| Poz. | Zawodniczka                | Nota łączna | SP | SP    | FS  | FS     |
| ---- | -------------------------- | ----------- | -- | ----- | --- | ------ |
| 1    | Eva-Lotta Kiibus           | 173,53      | 3  | 60,49 | 1   | 113,04 |
| 2    | Alexia Paganini            | 168,85      | 1  | 63,60 | 3   | 105,25 |
| 3    | Jenni Saarinen             | 163,87      | 4  | 57,25 | 2   | 106,62 |
| 4    | Nicole Schott              | 156,27      | 2  | 61,21 | 8   | 95,06  |
| 5    | Josefin Taljegård          | 151,54      | 5  | 56,19 | 7   | 95,35  |
| 6    | Nathalie Weinzierl         | 143,01      | 9  | 45,72 | 5   | 97,29  |
| 7    | Lindsay van Zundert        | 141,93      | 7  | 51,65 | 10  | 90,28  |
| 8    | Anna La Porta              | 139,96      | 10 | 45,69 | 9   | 94,27  |
| 9    | Eliška Březinová           | 139,32      | 6  | 51,98 | 11  | 87,34  |
| 10   | Kristina Isaev             | 138,91      | 14 | 41,26 | 4   | 97,65  |
| 11   | Kristen Spours             | 134,78      | 8  | 49,90 | 16  | 84,88  |
| 12   | Stefanie Pesendorfer       | 131,91      | 20 | 35,90 | 6   | 96,01  |
| 13   | Olga Mikutina              | 129,40      | 12 | 44,14 | 15  | 85,26  |
| 14   | Maia Sørensen              | 128,94      | 11 | 45,67 | 17  | 83,27  |
| 15   | Alexandra Michaela Filcová | 126,77      | 16 | 40,40 | 13  | 86,37  |
| 16   | Aya Hatakawa               | 125,69      | 18 | 38,82 | 12  | 86,87  |
| 17   | Greta Morkytė              | 124,90      | 17 | 39,29 | 14  | 85,61  |
| 18   | Cassandra Johansson        | 124,11      | 13 | 43,16 | 18  | 80,95  |
| 19   | Natalie Klotz              | 109,06      | 15 | 41,12 | 21  | 67,94  |
| 20   | Güzide Irmak Bayır         | 108,83      | 19 | 37,50 | 19  | 71,33  |
| 21   | Sinem Pekder               | 104,08      | 22 | 35,43 | 20  | 68,65  |
| WD   | Noémie Bodenstein          | DNF         | 21 | 35,77 | DNF | DNF    |

### Pary sportowe
| Poz. | Zawodnicy                             | Nota łączna | SP | SP    | FS  | FS    |
| ---- | ------------------------------------- | ----------- | -- | ----- | --- | ----- |
| 1    | Rebecca Ghilardi / Filippo Ambrosini  | 154,61      | 3  | 58,32 | 1   | 96,29 |
| 2    | Annika Hocke / Robert Kunkel          | 154,26      | 2  | 60,55 | 2   | 93,71 |
| 3    | Cléo Hamon / Denys Strekalin          | 144,06      | 4  | 51,27 | 3   | 92,79 |
| 4    | Jelizawieta Żuk / Martin Bidař        | 143,03      | 5  | 51,20 | 4   | 91,83 |
| 5    | Coline Keriven / Noël-Antoine Pierre  | 130,27      | 6  | 42,01 | 5   | 88,26 |
| WD   | Minerva Fabienne Hase / Nolan Seegert | DNF         | 1  | 63,97 | DNF | DNF   |

### Pary taneczne
| Poz. | Zawodnicy                                      | Nota łączna | RD  | RD    | FD  | FD    |
| ---- | ---------------------------------------------- | ----------- | --- | ----- | --- | ----- |
| 1    | Natálie Taschlerová / Filip Taschler           | 163,62      | 1   | 64,28 | 1   | 99,34 |
| 2    | Sasha Fear / George Waddell                    | 151,43      | 3   | 58,14 | 2   | 93,29 |
| 3    | Darja Popowa / Wołodomyr Bielikow              | 148,60      | 2   | 61,55 | 3   | 87,05 |
| 4    | Natacha Lagouge / Arnaud Caffa                 | 143,29      | 4   | 57,85 | 4   | 85,44 |
| 5    | Arianna Wróblewska / Stéphane Walker           | 134,18      | 5   | 53,88 | 5   | 80,30 |
| 6    | Hanna Jakucs / Alessio Galli                   | 124,98      | 6   | 47,07 | 6   | 77,91 |
| WD   | Jennifer Janse van Rensburg / Benjamin Steffan | DNS         | DNS | DNS   | DNS | DNS   |